# Plan Ooievaar

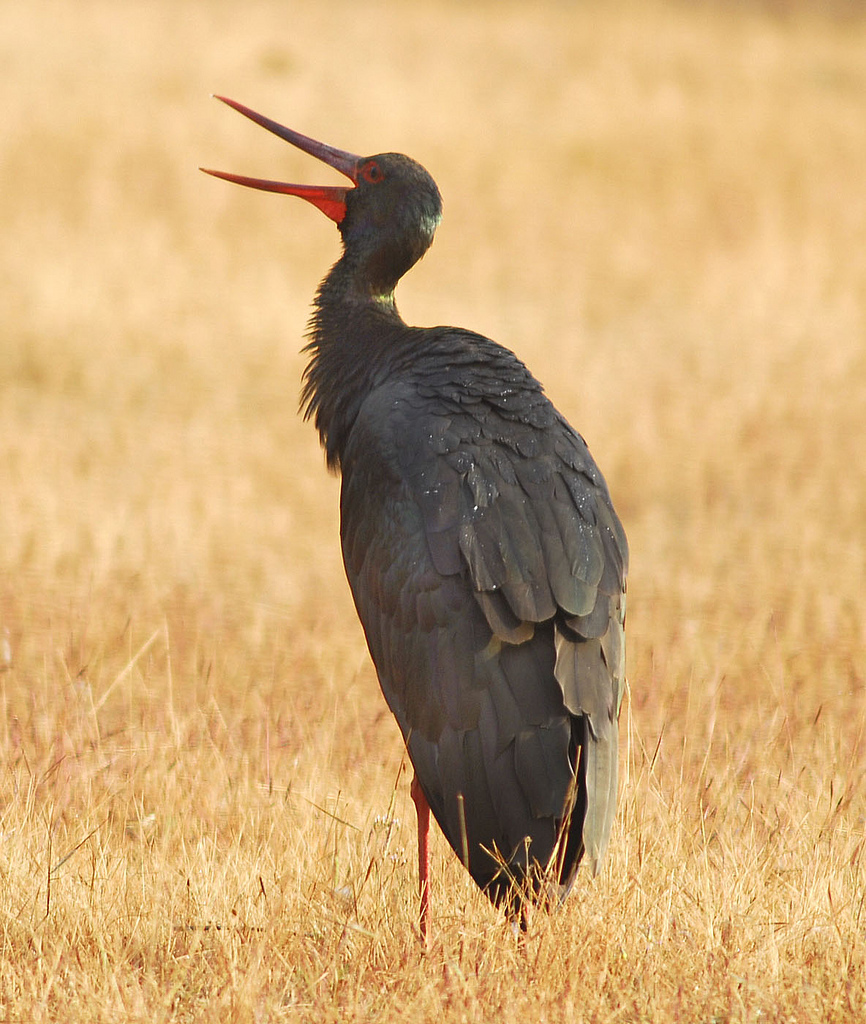
De zwarte ooievaar waar het plan naar vernoemd is

Plan Ooievaar is een ruimtelijk plan uit 1986 dat een ontwikkelingsvisie van het Nederlandse rivierengebied beschreef. Doel was om het complete biotische riviersysteem weer werkend te krijgen in samenhang met maatschappelijke activiteiten als landbouw, scheepvaart, veiligheid, delfstoffenwinning en recreatie. Het plan werd door wetenschappers uit verschillende disciplines opgesteld nadat de Eo Wijersstichting een ideeënprijsvraag had uitgeschreven met als thema 'Nederland rivierenland'. Het plan werd uit 34 inzendingen als het meest waardevol geselecteerd.

## Reikwijdte
In het plan werd gepleit voor ruimtelijke scheiding van landbouw en natuur door verbetering van landbouw in komgronden, het inrichten van de uiterwaarden als natuurgebied en gemengd grondgebruik op de oeverwallen. Bij het geheel dienden de belangrijke historische aspecten bewaard te blijven. Ooibossen, moerassen, de dynamische rivier en natuurlijke grazers dienden het natuurlijke systeem te onderhouden. Hiervoor zou zo nodig de zomerdijk doorbroken dienen te worden. Deze gedachte ging in tegen de destijds leidende gedachte dat gronden zo veel mogelijk geschikt dienden te zijn voor landbouw, waarvoor ruilverkaveling veel werd ingezet wat ten koste ging van natuur en ruimte voor de rivier. Aan de toen heersende gedachte dat bescherming van de natuur vooral door behoud van de bestaande natuurwaarden bereikt moest worden, werd het perspectief van herstel door ontwikkeling van karakteristieke natuurlijke processen toegevoegd.

## Gevolgen
Het plan leidde tot veel discussies, vooral in kringen van natuurbeschermers en Rijkswaterstaat. Door de publiciteit die het kreeg, onder andere door de aandacht die toenmalig minister van Verkeer en Waterstaat Neelie Kroes eraan gaf, werd het plan veelvuldig geadopteerd in uitvoeringsplannen van projecten langs de grote rivieren in Nederland. De eerste projecten die het gedachtegoed uitdroegen waren de ontwikkeling van de Duursche Waarden langs de IJssel, de Blauwe Kamer langs de Neder-Rijn, de Millingerwaard langs de Waal en Koningssteen langs de Maas. Hierna volgden vele andere uitvoerings- en beleidsplannen die het gedachtegoed volgden, waaronder het project Grensmaas en de planologische kernbeslissing Ruimte voor de rivier dat in 2007 is vastgesteld.

## Voortgang
De tekst van Plan Ooievaar werd in 1987 uitgegeven door de Gelderse Milieufederatie. Het Wereld Natuur Fonds bouwde er in 1992 met haar plan 'Levende rivieren' op voort. In dit plan werd voorgesteld om oude rivierlopen in de uiterwaarden  weer open te graven. De klei zou kunnen worden gebruikt door de baksteenindustrie. De grotere afvoercapaciteit van de uiterwaarden zou de bescherming tegen overstromingen vergroten. In en langs  de stromende nevengeulen zelf zou de riviernatuur verder tot ontwikkeling kunnen komen. Op basis van het succes van Plan Ooievaar werden verschillende organisaties opgezet. Het bracht drie van de auteurs ertoe een bureau voor landschapsarchitectuur op te zetten, H+N+S Landschapsarchitecten. Voor de uitvoering van voorbeeldprojecten werd Ark Natuurontwikkeling opgericht. Voor planvorming op het gebied van natuurontwikkeling ontstond Bureau Stroming. Het hele proces werd op film vastgelegd door Rombus natuurfilms.
In 2009 en 2012 werd een uitvoerige wetenschappelijke evaluatie van de resultaten van het plan uitgevoerd in de onderzoeken 'Maas in Beeld' en 'Rijn in Beeld'.